# Lithocarpus vinkii
Lithocarpus vinkii är en bokväxtart som beskrevs av Engkik Soepadmo. Lithocarpus vinkii ingår i släktet Lithocarpus och familjen bokväxter. Inga underarter finns listade.